# Catherine Ozouf-Costaz
Catherine Ozouf-Costaz est une chercheuse française du CNRS au sein de l'Institut de biologie Paris-Seine, spécialisée notamment sur les poissons capables de vivre dans des eaux froides.

## Vie professionnelle
Catherine Ozouf-Costaz est une ingénieure de recherche du CNRS ayant effectué la majorité de sa carrière au sein du Muséum national d'histoire naturelle, notamment dans le Service de systématique moléculaire.
L'un de ses thèmes de recherche est l'étude des poissons des mers froides, plus particulièrement les notothénioïdes, qui ont des caractéristiques très particulières telles que des protéines antigel dans le sang leur permettant de résister aux températures extrêmes.

## Ouvrages
Catherine Ozouf-Costaz a co-écrit un ouvrage sur les modes marins, notamment avec Bruno David et Marc Troussellier, aux éditions du Cherche midi et paru en janvier 2014 :
- Bruno David (dir.) et Catherine Ozouf-Costaz et al., Mondes marins, voyage insolite au cœur des océans[4],[5].

## Prix et distinctions
- Cristal du CNRS 2009 au sein de l'Institut Écologie et Environnement[6]